# Penares tylotaster
Penares tylotaster är en svampdjursart som beskrevs av Arthur Dendy 1924. Penares tylotaster ingår i släktet Penares och familjen Ancorinidae. Inga underarter finns listade i Catalogue of Life.